# Lomme (rivière)
Pour les articles homonymes, voir Lomme (homonymie) et Lhomme.
La Lomme, Lhomme ou L'Homme est une rivière de Belgique, affluent de la Lesse en rive droite qui fait donc partie du bassin versant de la Meuse. Elle est située en Région wallonne dans les provinces de Luxembourg et Namur.

## Géographie
La source de la Lomme est située sur le plateau de Saint-Hubert et plus précisément à Bras (commune de Libramont-Chevigny). À proximité de cette source se trouve la chapelle de Lhommal, datant de 1733. Après avoir quitté Bras, elle arrose les villages d' Hatrival, Poix-Saint-Hubert (où est située la Centrale Hydroélectrique du Val de Poix), Smuid, Mirwart, Grupont, Lesterny, Forrières, Jemelle, et la ville de Rochefort, où elle a creusé la grotte de Lorette, pour aller se jeter dans la Lesse à Éprave. C'est un cours d'eau ayant une des plus fortes déclivités en Belgique. Ses eaux claires et poissonneuses attirent encore les passionnés de la pêche à la truite.

## Débit
Le débit moyen de la rivière mesuré à Éprave (bassin versant de 478 km2), entre 1995 et 2003 est de 7,4 m3/s. Durant la même période on a enregistré à cette station :
- un débit annuel moyen maximal de 9,9 m3/s en 2001 ;
- un débit annuel moyen minimal de 3,9 m3/s en 1996.

Durant cette période, le DCC ou débit caractéristique de crue a connu son maximum en 1995, avec un débit d'au moins 54,8 m3/s pendant 10 jours cette année-là.
Source : Ministère de la Région Wallonne.

## Galerie

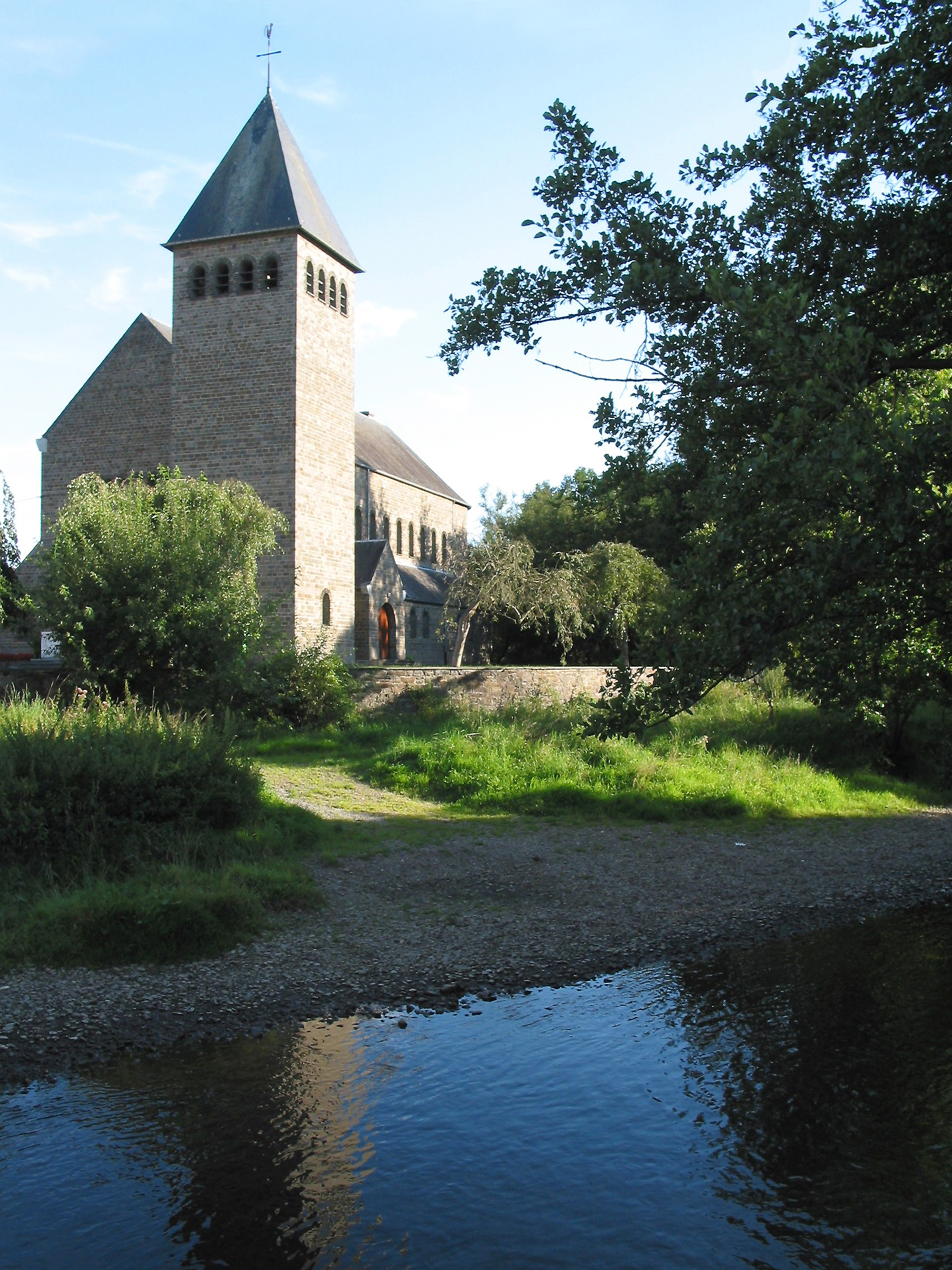
La Lomme au pied de l'église Saint-Martin.
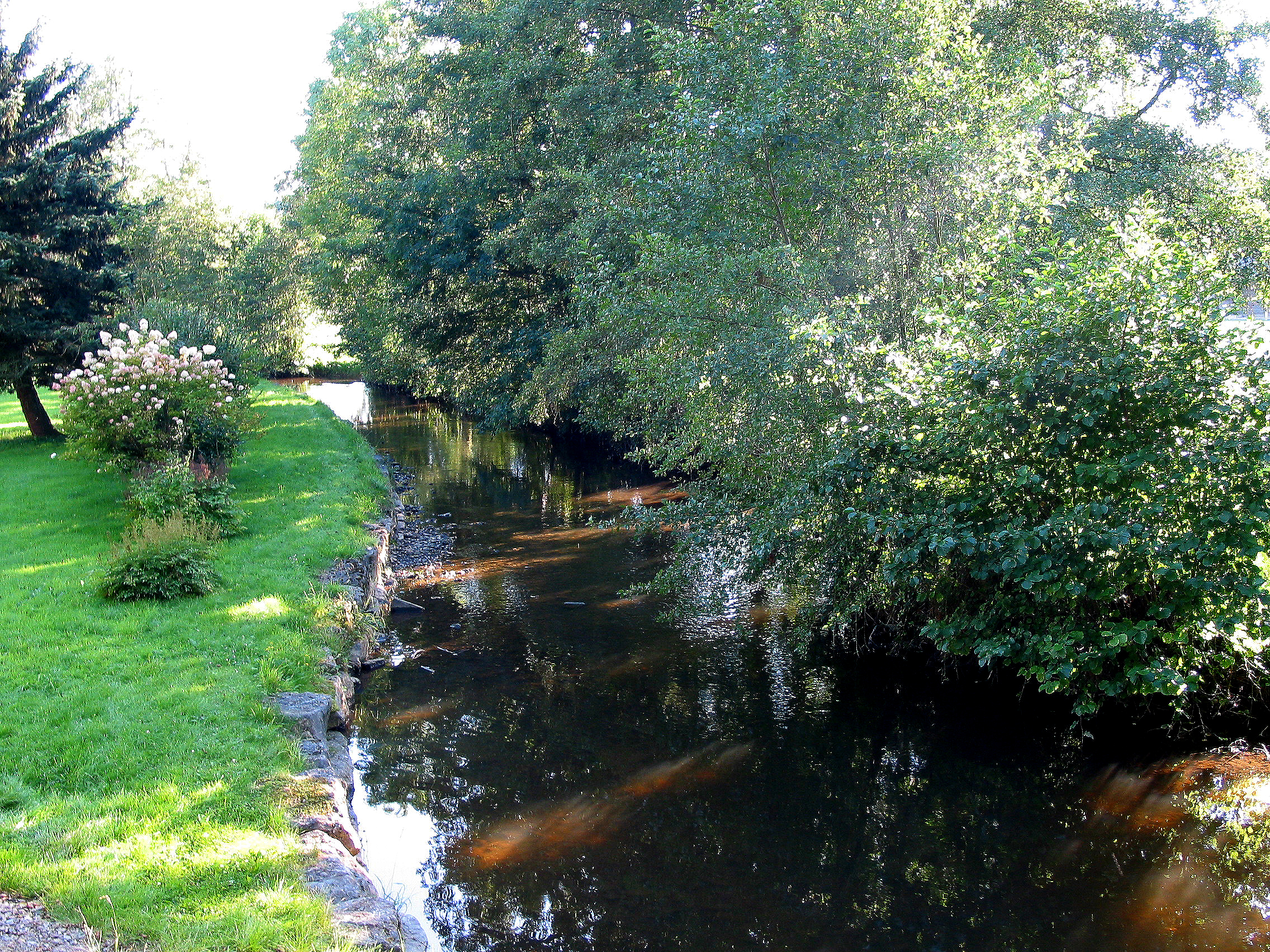
La Lomme le long de la route de Jemelle.
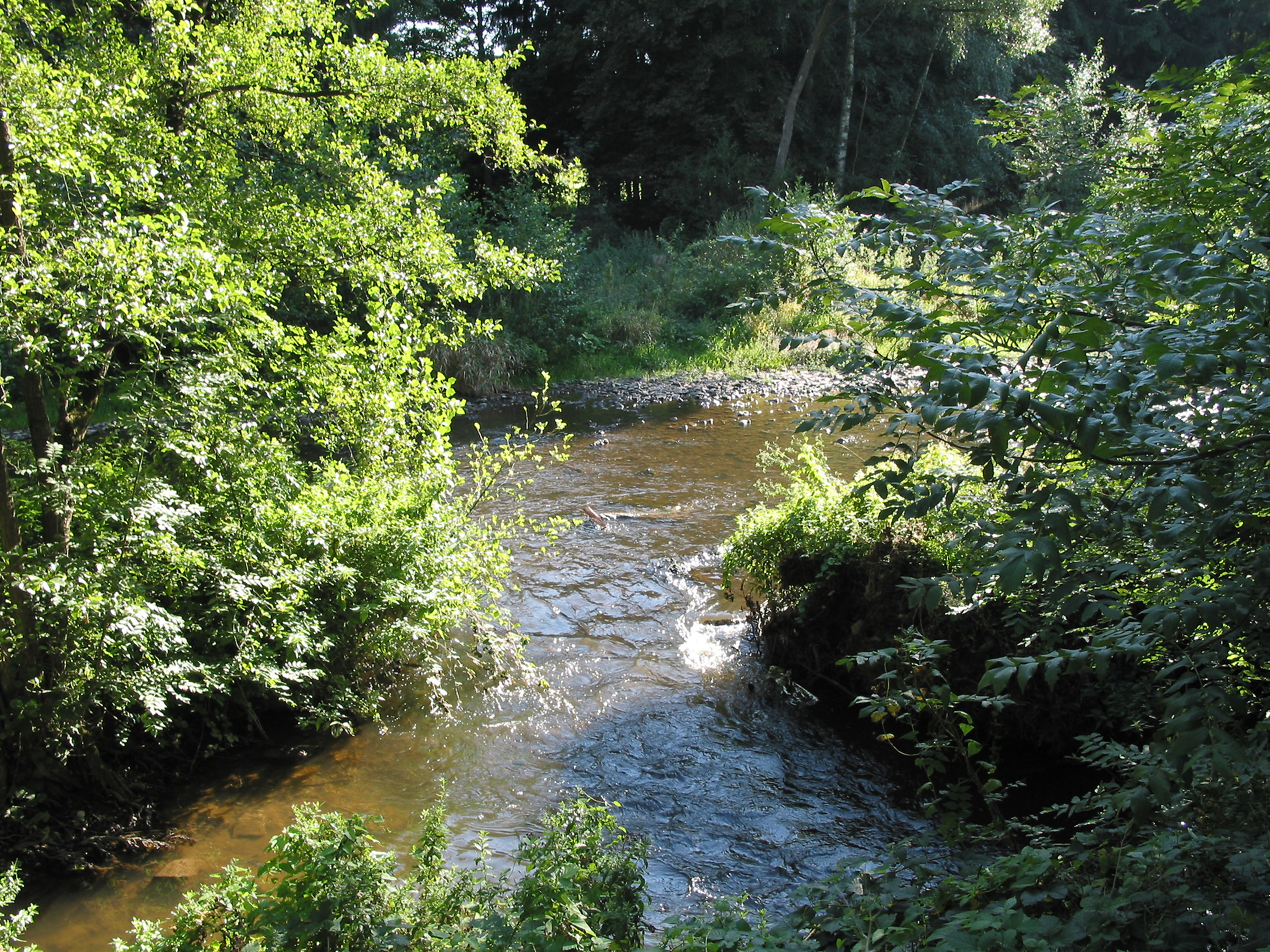
Les rapides le long de la Lomme.
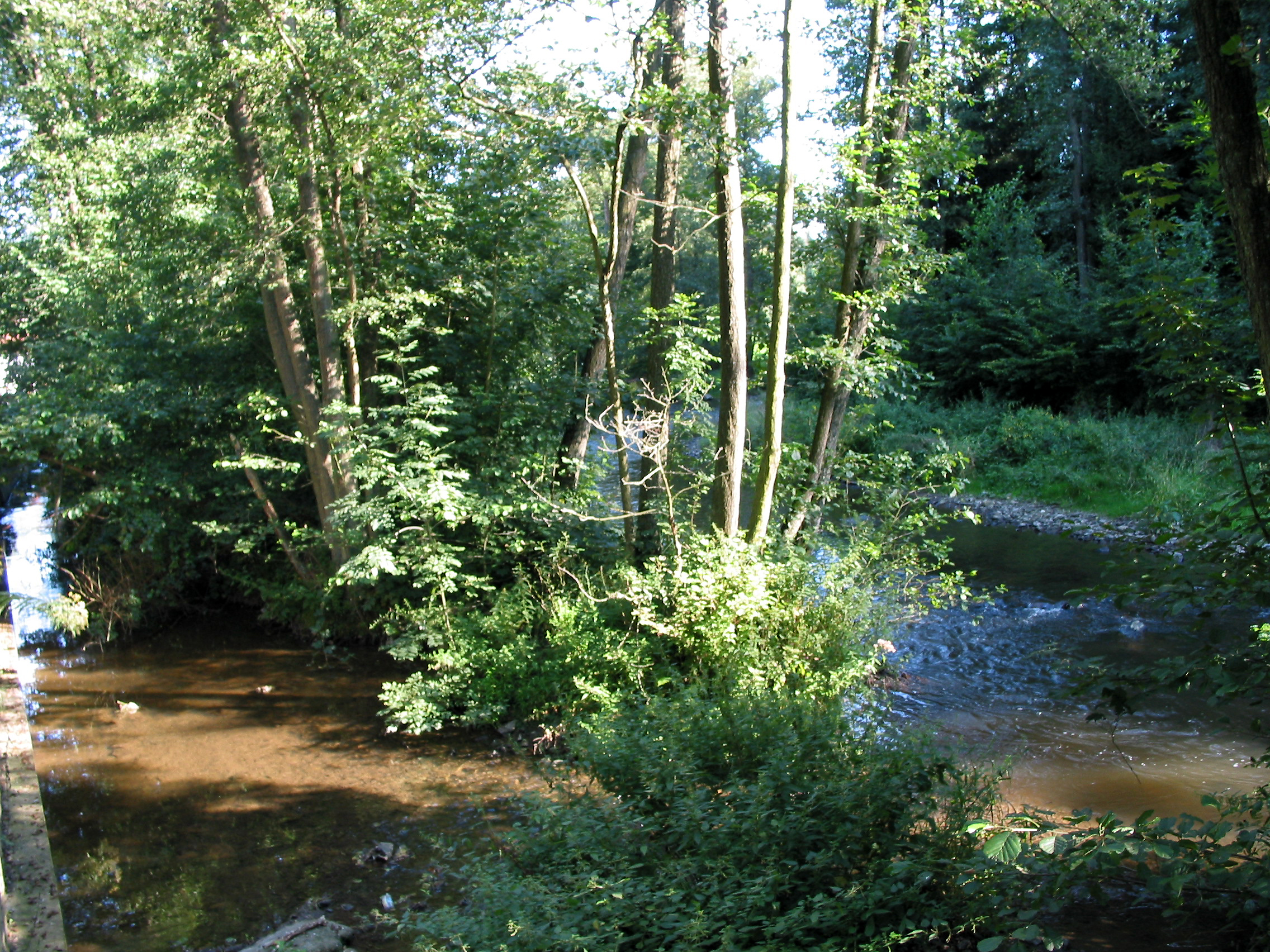
Confluence avec la Brandoie.
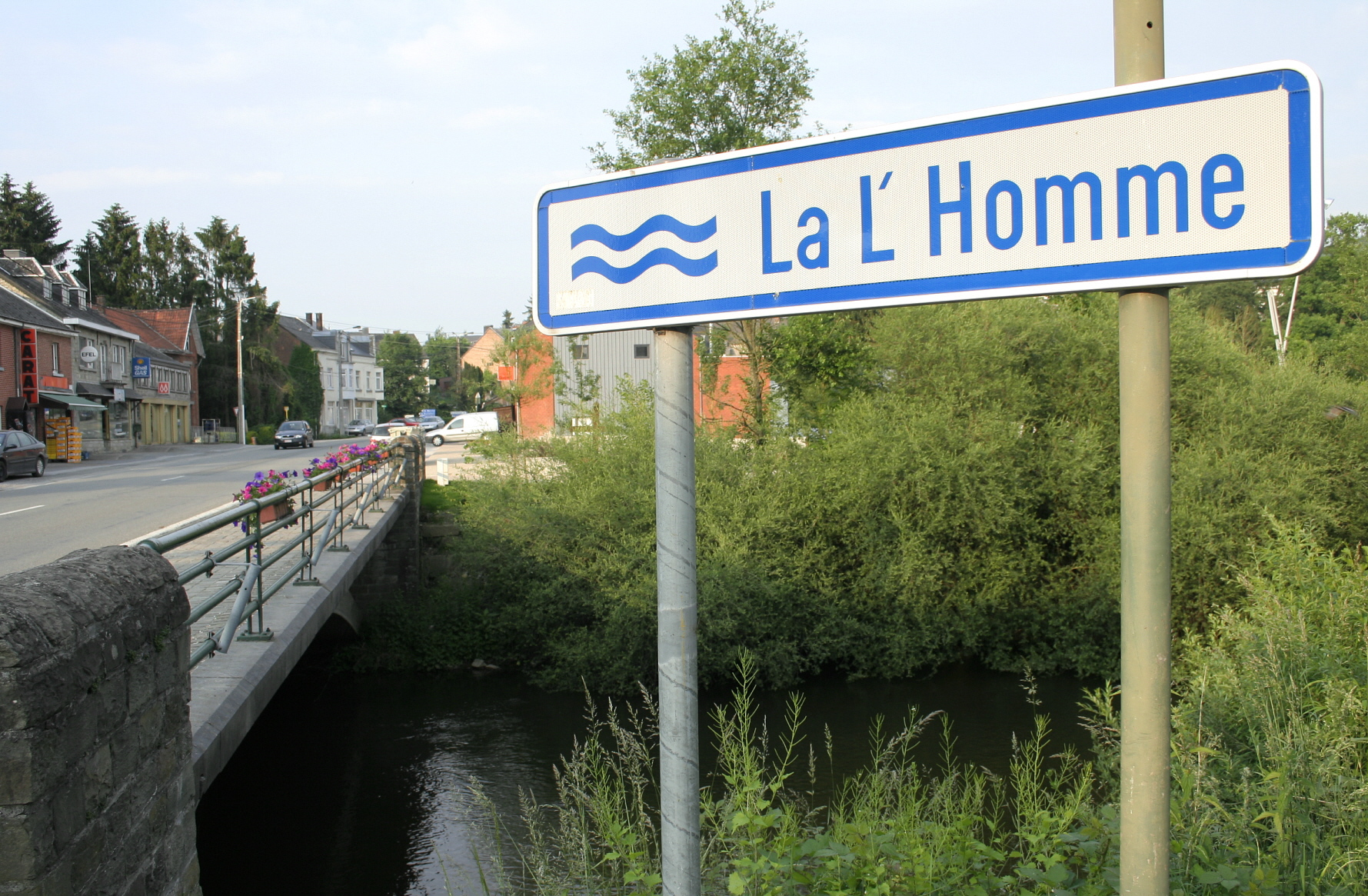
Le nouveau pont des « Bates » sur la Lomme.